# 1915 au théâtre
| Années du théâtre : 1912 - 1913 - 1914 - 1915 - 1916 - 1917 - 1918    |
| Décennies du théâtre : 1880 - 1890 - 1900 - 1910 - 1920 - 1930 - 1940 |

Cet article présente les faits marquants de l'année 1915 au théâtre.

## Événements
- Max Reinhardt est nommé premier intendant de la Volksbühne am Bülowplatz.
- Fondation du Teatro Leal à San Cristóbal de La Laguna.

## Pièces de théâtre représentées
- 8 avril : La Jalousie de Sacha Guitry, Théâtre des Bouffes-Parisiens

## Naissances
- 10 mars : Qəmər Almaszadə, ballerine azerbaïdjanaise (†2006).
- 21 avril : Georges Herbert, directeur de théâtre et producteur de tournées français (†2000).

## Décès
- 1er avril : Theodor Altermann, acteur et metteur en scène estonien (°1885)